# Martin Gschiel
Martin Gschiel (* 23. April 2002 in Bruck an der Mur) ist ein österreichischer Fußballspieler.

## Karriere
Gschiel begann seine Karriere bei der Kapfenberger SV. Zur Saison 2016/17 wechselte er in die Akademie des FC Admira Wacker Mödling. Nach eineinhalb Jahren in Niederösterreich kehrte er im Jänner 2018 nach Kapfenberg zurück. Im Juni 2018 debütierte er für die Amateure der KSV in der Landesliga, als er am 30. Spieltag der Saison 2017/18 gegen den SV Lebring in der 56. Minute für Peter Frühwirth eingewechselt wurde. Mit den Amateuren der Kapfenberger stieg er zu Saisonende aus der Landesliga ab.
Ab Jänner 2019 kam er zudem für die Drittmannschaft der KSV, den ASC Rapid Kapfenberg, in der sechsthöchsten Spielklasse zum Einsatz. Im Jänner 2020 rückte er in den Profikader der Steirer. Sein Debüt für die Profis in der 2. Liga gab er im Februar 2020, als er am 18. Spieltag der Saison 2019/20 gegen den SV Lafnitz in der Startelf stand. Insgesamt kam er zu 35 Zweitligaeinsätzen, ehe er die KSV nach der Saison 2022/23 verließ.
Zur Saison 2023/24 wechselte er dann zum viertklassigen SC Bruck/Mur.